# Катерін Бонне
Катерін Бонне (фр. Catherine Bonnet; 5 березня 1965 — 5 лютого 2023) — колишня французька тенісистка.
Найвищу одиночну позицію світового рейтингу — 192 місце досягла 1 серпня 1988, парну — 388 місце — 20 червня 1988 року.
Здобула 1 одиночний титул.

## Фінали ITF

### Одиночний розряд: 2 (1–1)
| Результат | Дата            | Турнір             | Покриття | Суперниця      | Рахунок  |
| --------- | --------------- | ------------------ | -------- | -------------- | -------- |
| Поразка   | 10 липня 1983   | Ландскруна, Швеція | Ґрунт    | Шеллі Волпол   | 5–7, 4–6 |
| Перемога  | 27 березня 1988 | Реймс, Франція     | Ґрунт    | Зільке Франкль | 6–4, 7–6 |